# جيمس جاكسون (لاعب كرة قدم أمريكية)
جيمس جاكسون (بالإنجليزية: James Jackson)‏ هو لاعب كرة قدم أمريكية أمريكي، ولد في 4 أغسطس 1976 في بل غليد في الولايات المتحدة.

## وصلات خارجية
- جيمس جاكسون على موقع مرجع كرة القدم المحترفة.كوم (الإنجليزية)